# 1958-as finn labdarúgó-bajnokság (első osztály)
Az 1958-as finn labdarúgó-bajnokság (Mestaruussarja) a finn labdarúgó-bajnokság legmagasabb osztályának huszonnyolcadik alkalommal megrendezett bajnoki éve volt. A pontvadászat 10 csapat részvételével zajlott. A bajnokságot a KuPS Kuopio csapata nyerte. A KuPS Kuopio és a HPS Helsinki egyaránt 26 ponttal zárta a bajnokságot. Ezért egy a bajnoki címről döntő mérkőzést játszottak egymással, amit KuPS nyert 1–0-ra hosszabbításban.

## Bajnokság végeredménye
| #  | Csapat                  | M  | Gy | D | V  | RG | KG | Pont |
| -- | ----------------------- | -- | -- | - | -- | -- | -- | ---- |
| 1  | KuPS Kuopio (O) (B)     | 18 | 13 | 0 | 5  | 40 | 22 | 26   |
| 2  | HPS Helsinki (O)        | 18 | 11 | 4 | 3  | 38 | 26 | 26   |
| 3  | HIFK Helsinki           | 18 | 10 | 1 | 7  | 36 | 32 | 21   |
| 4  | TPS Turku               | 18 | 9  | 2 | 7  | 47 | 34 | 20   |
| 5  | HJK Helsinki            | 18 | 9  | 2 | 7  | 45 | 34 | 20   |
| 6  | VIFK Vaasa              | 18 | 7  | 3 | 8  | 36 | 35 | 17   |
| 7  | Haka Valkeakoski (O)    | 18 | 6  | 4 | 8  | 28 | 27 | 16   |
| 8  | IKissat Tampere (O) (K) | 18 | 7  | 2 | 9  | 33 | 41 | 16   |
| 9  | VPS Vaasa (K)           | 18 | 3  | 4 | 11 | 24 | 48 | 10   |
| 10 | KTP Kotka (K)           | 18 | 3  | 2 | 13 | 27 | 55 | 8    |

## Külső hivatkozások
- Hivatalos honlap (finnül)
- Finnország – Az első osztály tabelláinak listája az RSSSF-en (angolul)